# Platysoma koreanum
Platysoma koreanum är en skalbaggsart som beskrevs av Miłosz A. Mazur 1999. Platysoma koreanum ingår i släktet Platysoma och familjen stumpbaggar. Inga underarter finns listade i Catalogue of Life.